# Блю-дю-Веркор-Саснаж
Блю дю Веркор-Саснаж (фр. Bleu du Vercors-Sassenage) або Бльо дю Сассенаж (фр. Bleu du Sassenage) — м'який блакитний французький сир, який отримав найменування на честь міста Сассенаж, жителі якого в XIV столітті платили податки сиром.

## Історія
Перша згадка про сир Блю дю Веркор-Сассенаж датується XIV століттям.
У 1998 році сир отримав статус AOC.

## Виготовлення
Сир виробляється зі змішаного сирого і підігрітого коров'ячого молока, до якого додається овече і козяче молоко. Молоко, отримане ввечері, нагрівають і залишають на ніч, а вранці змішують з молоком ранкового доїння. Сир витримується протягом двох-трьох місяців. В процесі виробництва майже не пресується, на відміну від інших блакитних сирів, в зв'язку з чим має м'якшу структуру.

## Опис
Головки сиру великі, плоскі і круглі: діаметром 27–30 сантиметрів, товщиною 7–9 сантиметрів і вагою 4–4,5 кілограма. Сир покритий тонкою гладкою коричневою кіркою, вкритою природним нальотом білої пеніцилінової цвілі. Під кіркою знаходиться м'якоть кольору слонової кістки з прожилками блакитно-зеленої цвілі по всій сирній масі з мармуровими розводами синьо-зеленої молодої пеніцилінової цвілі ближче до кірки. Жирність сиру 20 %.
Блю дю Веркор-Сассенаж має м'який і ніжний смак з гірким присмаком, в ароматі сиру присутні нотки лісових горіхів.
Вживається як самостійна страва, поєднується з яскравими і живими винами.